# Уметност као терапија
Уметност као терапија, креативна уметничка терапија или изражајна терапија уметношћу (енгл. art as therapy) је облик изражајне терапије која користи креативни процес стварања у уметности (сликарство, вајарство и друге креативне ликовне форме) у третману особа са емоционалним проблемима, за побољшање телесног, менталног и емоционалног благостања неке особе. Она охрабрујући људе да се уметнички изражавају помаже им да схвате сопствене емоције кроз уметнички израз и креативни процес.
Најћешће се користи код институционализованих клијената, али се сматра да је ефективна и код здравих људи који желе да поделе своје креативне склоности као средство побољшања личног раста и развоја. Креативна уметничка терапија се користи претежно у групном социјалном раду и групној терапији. Она охрабрује људе да се уметнички изражавају и тако схвате и контролишу сопствене емоције кроз уметнички израз или кроз креативни процес.
Овом врстом терапије баве се уметнички терапеути, који препознају свестраност и моћ слика, и који се посебно едукују како у области уметничке (ликовне), тако и у психолошкој терапији, Они се укључују у активни рад са особама која живе у трауматичном окружењу, како би их ослободио од њиховог „психолошког ропства”.
Чак и ако некој особи није потребна озбиљна помоћ терапеута, то може бити одличан начин да она ослободите стрес после дугачке радне недеље бављењем креативном уметничком терапијом. Уметност као терапија, данас је растућа област креативности, и широко је прихваћена, јер може бити за неке особе основа и прилика да се и професионално почну бавити уметношћу или уметничком терапијом.

## Задаци креативне уметничке терапије
Креативни процес укључен изражајну терапију уметношћу је истовремено процес:
- изградња самопоуздања, које може помоћи људима да реше проблеме,
- развијање способности управљаања својим понашањем и осећањима,
- смање утицај стреса и
- побољшавања свести о себи и средини која га окружује.[3]

Као облик изражајне терапије она користи уметничке материјале, боје, креде, маркере, а у последње време и дигиталне технике. Уметничка терапија се комбинација и са традиционалним психотерапеутским теоријама и технике уз помоћ којих се могу схватити психолошки аспеката креативног процеса, посебно афективних особина уз примену различитих уметничких материјала.
Применом уметности заснована на теоријама личности, људском развоју, психологији, породичним системима и уметничком образовању, током терапије настаје уметничко дело којим пацијент развија свест о себи и другима.

## Коме је намењена?
У већини случајева, свако може да користи креативну уметничку терапију. У већини случајева она се обично користи као третман за нешто - обично као начин побољшања емоционалног стања или менталног благостања. Она не мора се користити само као третман код неке душевне болести, већ се може се користити и за ублажавање стреса или напетости, или се може користити као начин самопрепознавања.
У свету у којем постоји мноштво начина комуницирања и сопственог изражавања, креативна уметничка терапија је још само један такав облик.
Једна од главних разлика између уметничке терапије и других облика комуникације је да већина других облика комуникације захтева употребу речи, инструмената, гласа за певање или језика као најчешћег средства комуникације, а у том контексту, често су људи неспособни да се изразе у овом опсегу. У том смислу једна од предности уметности, као терапије, је способност неке особе да уместо речима, изрази своја осећања кроз било који облик ликовне уметности.
Иако постоје и друге врсте изражајне терапија (као што су извођачке уметности, певање, свирање, глума, пантонима, балет итд), изражајна уметничка терапија о којој се овде говори обично користи више традиционалних облика уметности ... као што су сликарство, цртеж, фотографија, филм, скулптура или разне друге врсте визуелних уметничких израза.

## Уметнички терапеути
Уметнички терапеути су стручњаци обучени како за уметност, тако и за терапију. Они су упознати са људским развојем, психолошким теоријама, клиничком праксом, духовним, мултикултуралним и уметничким традицијама, и лековитим потенцијалом уметности.
Они користећи уметност баве се лечењем, проценом и истраживањем, и пружају консултације сродним професионалцима.
Уметнички терапеути раде са: појединцима, паровима, породицом, групом и заједницом. Они пружају услуге, појединачно или као део клиничких тимова, у окружењима која укључују:
- установе за ментално здравље, и рехабилитацију,
- медицинске и форензичке установе;
- програме информисања у заједници;
- велнес центре;
- школе;[7]
- старачке домове,
- корпоративне структуре;
- отворене студије и
- самосталну праксу.[6]

Уметнички терапеути могу да раде са људима свих узраста, пола, вероисповести и др. Они могу помоћи појединцу, пару, породици или групи људи и зависно од ситуације, а може се и већи број терапеута организовати и заједно радити као де клиничког тима.